# Noa Mikić
Noa Mikić (Varaždin, 27 de enero de 2007) es un futbolista croata que juega como defensa en el G. N. K. Dinamo de Zagreb de la Primera Liga de Croacia.

## Estadísticas

### Clubes
Actualizado al último partido disputado el 15 de marzo de 2025.
| Club                                | Div.          | Temporada     | Liga  | Liga  | Copas nacionales | Copas nacionales | Copas internacionales | Copas internacionales | Total | Total |
| Club                                | Div.          | Temporada     | Part. | Goles | Part.            | Goles            | Part.                 | Goles                 | Part. | Goles |
| ----------------------------------- | ------------- | ------------- | ----- | ----- | ---------------- | ---------------- | --------------------- | --------------------- | ----- | ----- |
| G. N. K. Dinamo de Zagreb · Croacia | 1.ª           | 2024-25       | 2     | 0     | 0                | 0                | 0                     | 0                     | 2     | 0     |
| G. N. K. Dinamo de Zagreb · Croacia | Total club    | Total club    | 2     | 0     | 0                | 0                | 0                     | 0                     | 2     | 0     |
| Total carrera                       | Total carrera | Total carrera | 2     | 0     | 0                | 0                | 0                     | 0                     | 2     | 0     |